# 笑點 (日本電視節目)
《笑點》（日语：／ Shōten */?）是日本電視台於1966年5月15日開始，固定在每週星期日下午（日本時間17:30分）播出的傳統演藝類型綜藝節目。同時為日本綜藝史上受金氏世界紀錄認證、播出時間最長的綜藝節目。節目的主要播出內容，為日本古典落語、傳統相聲、講談等傳統技藝，尤其以集合6至8名日本知名落語家同台演出、以機智問答為主題的「大喜利」單元做為節目最壓軸。

## 演出歷史
《笑點》節目在誕生前的舊有節目，是1965年3月12日開播、以落語寄席模式進行的傳統演藝主題節目『週五夜席（金曜夜席）』，節目充滿黑色幽默而廣受好評。而節目直到1966年4月22日，日本電視台決定取消『周五夜席』節目、將原有陣容改至周日播出，原節目的主持人立川談志提出以「笑點」為新節目名稱，並得到日本電視台的採用，最終在同年5月15日，播出《笑點》的第一集。
《笑點》節目在首播時，彩色電視在當代日本的普及率只有不到1%，但節目從第一集開始就使用彩色製作。同時第一集的演出陣容，全面沿用原『周五夜席』節目中的元老成員。

## 演出內容
笑點節目的演出，共分有演藝、與大喜利兩個單元。

### 演藝
傳統演藝節目，演出內容依當週節目安排，有漫才（日式雙人相聲）、浪曲（日式說唱）、講談、以及正宗的古典落語。通常會邀請知名的漫才組合、各地知名落語家登台演出。
然而演藝的演出時段，有時也會改作新生代落語家晉升（如真打昇進）、或是某某著名落語家的傑出弟子襲名（繼承名號）的披露口上（見面發表會），或改以進行特別大喜利的演出。

### 大喜利
大喜利（おおぎり）為笑點節目的最壓軸好戲、深植數代日本人心的單元。
大喜利以落語家們的機智作答為主要進行模式，進行作答時，若該位師傅的作答夠「好笑」、夠「巧妙」或夠「美好」，司會（主持人）將給予一枚或兩枚以上的坐墊。反之若作答失誤或作答不得體（包括使用其他落語家的包袱「照本宣科」），則同樣將被沒收一枚或兩枚以上、甚至是全部的坐墊。成員之間不時會以取笑或嘲諷對方為主題來作答，有時也可陷害對手被沒收坐墊。甚至還會造成全員的全部坐墊遭到沒收的情況。
大喜利單元自1966年開播以來，也有著「坐墊十枚」的獎賞制度，而獎品的檔次與質量則沒有固定的標準。如當次獎品為大獎品與國外旅遊行程，也會在演藝的時段上播出得獎師傅的行程剪影。

## 演出陣容

### 現有演出陣容
司會
| 名字       | 演出時間             | 特色 / 介紹 |
| 春風亭昇太 | 2006年5月14日 - 至今 | - 在時逢笑點開播40周年的2006年5月加入，代表色為白色。 - 曾是在成員之間公認的「單身」代表，在2019年結婚以前，常被取笑「光棍、婚姻介紹所常客、孤獨死」等，也常以此問題在節目上作自我取笑的演出。而在同年之後，卻也相對應的在成員之間出現「離婚」、「婚後生活冰冷」，以及「是怎麼回事了？（何かあったのか？）」等包袱。 - 2016年5月29日，桂歌丸正式從笑點節目中退休，並在桂歌丸的最後大喜利節目的最後，宣布由昇太接任為第六代司會。 - 桂歌丸主持期間，偶爾會因「吃螺絲」而「繳交」坐墊。 - 在其主持前期，數度無法控制成員間胡說八道而引發的亂局，也令三遊亭小遊三直呼「學級崩壞」。 |

大喜利成員（下列以業界輩分排序）
| 名字         | 演出時間                                         | 特色 / 介紹 |
| 三遊亭好樂   | 1979年9月9日 - 1983年10月9日 1988年4月3日 - 至今 | - 第四代司會的五代目三遊亭圓樂弟子。代表色為粉紅色。 - 舊藝名林家九藏，移籍至五代目圓樂門下後，改名為好樂。長子三遊亭王樂，同樣是五代目圓樂的門下（2025年2月20日起，正式由王樂繼承為七代目三遊亭円楽）。 - 在成員之間公認的「貧窮」與「小氣」代表。 - 在位於東京上野的自家不動產成立與經營可容納最多50人觀賞的小型落語演藝廳「池之端しのぶ亭」，然而也「遵照」了節目的「慣例」成為了取笑包袱，諸如取笑「倒塌」、「拆除中」、「沒甚麼顧客」等。                                                                         |
| 三遊亭小遊三 | 1983年10月16日 - 至今                            | - 代表色為天藍色。 - 在成員之間公認的「葷段子」擔當，以及「犯人」代表。在早期節目中常被指與1981年東京深川通隨機殺人案的主犯長相相似，自此開始在大喜利演出上，出現「慣竊、入獄服刑、吃霸王餐、火車站前偷竊腳踏車」之類的犯人笑話。 - 時常與大平進行吹牛大戰的對台戲，諸如在鬥嘴橋段中取笑彼此的家鄉（取笑大平出身的琦玉縣秩父市）有多落後等，有時還會加油添醋的取笑同樣在山梨縣大月市隔壁的靜岡縣（昇太的家鄉）。 |
| 林家大平     | 2004年12月26日 - 至今                            | - 前大喜利成員：林家金平弟子。代表色為橘色。 - 2000年代初，師傅金平因健康因素辭演，並由大平代替自己為代理大喜利成員，後在時逢笑點開播40周年的2006年5月起轉為正式成員。 - 早在五代目圓樂主持期間，數次參演過「新手大喜利」嶄露頭角。 - 時常與小遊三進行吹牛大戰的對台戲，諸如在鬥嘴橋段中取笑彼此的家鄉（取笑小遊三出身的山梨縣大月市）有多落後等。 - 在成員之間公認是繼桂歌丸之後的「怕老婆」代表。 - 在當次作答中，如果突然講到有「なっしー（nasshi）」的字音時，會即興模仿船梨精（即：船梨精的名字「ふなっしー」）。 |
| 立川晴之輔   | 2024年4月7日 - 至今                              | - 代表色為米白色。 - 早在2013年起便不定時參演過「新手大喜利」，同時為落語立川流中第一個成為笑點成員的新成員（第一代司會的七代目立川談志為流派創始人，正是晴之輔的師公）。 |
| 春風亭一之輔 | 2023年2月5日 - 至今                              | - 代表色為藏青色。 - 榮獲2012年『NHK 新人演藝大獎賽』落語部大獎的新生代落語家、笑點節目當前年輕成員之一。 - 成員之間的「下克上」擔當，常有與春風亭昇太互鬥的作答。 |
| 桂宮治       | 2022年1月23日 - 至今                             | - 代表色為亮綠色。 - 榮獲2012年『NHK 新人演藝大獎賽』落語部大獎的新生代落語家、笑點節目當前年輕成員之一。 - 以「原本是職涯順遂的化妝品王牌銷售員，卻在30歲決定辭去工作成為落語家」而聞名，2021年如願真打昇進。 |

坐墊搬運
| 名字     | 演出時間             | 特色 / 介紹 |
| 山田隆夫 | 1984年10月7日 - 至今 | - 第六代大喜利的坐墊搬運。代表色為紅色。 - 孩提時期擔任過童星，參加過「兒童大喜利」並達到坐墊十枚。 - 同時也具有落語家身分，藝名鈴々舎鈴丸。 - 在五代目圓樂與桂歌丸主持期間，會飛撲撞倒或踹倒在作答中隨便批評他的師傅，而後也會因司會當場給予那位師傅坐墊而哭笑不得。 |

### 過去演出陣容
司會
| 名字             | 演出時間                                                                                 | 特色 / 介紹 |
| 七代目立川談志   | 1966年5月15日 - 1969年11月2日                                                            | - 首代司會，是笑點節目的創始班底及元老成員之一，原『週五夜席』班底。 - 1969年開始投入政壇、開啟落語家涉足政治的先河，從而辭去笑點節目的工作。 - 2011年11月21日因病去世，享壽75歲。 |
| 前田武彥         | 1969年11月9日 - 1970年12月13日                                                           | |
| 三波伸介         | 1970年12月20日 - 1982年12月26日                                                          | |
| 五代目三遊亭圓樂 | 1966年5月15日 - 1969年3月30日 1970年6月21日 - 1977年3月27日 1983年1月9日 - 2006年5月14日 | - 第四代司會，是笑點節目的創始班底及元老成員之一，原『週五夜席』班底。代表色為紺藍色。 - 在節目中的角色定位，有「節目中打瞌睡」、「若竹的負債」等取笑包袱，同時也被指臉型與馬相似，因而別名「馬圓楽」（而六代目三遊亭円楽，則因「腹黑」的角色定位，而外號「黑円楽」）。 - 2006年5月14日因健康因素辭演、結束了在笑點的演出。其擔任司會共計23年，為笑點節目中，歷來主持時間的最久紀錄。 - 2009年10月29日因病去世，享壽76歲。 |
| 桂歌丸           | 1966年5月15日 - 2016年5月22日                                                            | - 第五代司會，是笑點節目自早期開播以來的元老成員之一，原『週五夜席』班底。代表色為綠色。 - 參與演出期間，時常與三遊亭円樂進行鬥嘴對決。 - 在早期節目中（尤其在先代圓樂主持時期），是成員之間公認的「怕老婆」代表（年輕時是個妻管嚴）。 - 因為身形較其他成員更為消瘦，而在早期的鬥嘴橋段常被取笑為「學校的骨骼模型、鬼屋的跳舞骸骨」。直到接任第五代司會、並隨著年事漸高，又開始陸續出現了「往生、火化、撿骨、出棺（出殯）」等喪葬笑話（尤其喪葬笑話部分，幾乎都是三遊亭円樂起的頭）。 - 2016年5月29日因健康因素辭演、結束了在笑點長達50年的演出，節目劇組頒授「終身名譽司會」頭銜。 - 2018年7月2日因病去世，享壽81歲。節目劇組追贈為「永世名譽司會」。 |

大喜利成員
- 柳亭小痴樂（1966年5月15日 - 1969年3月30日）
- 林家金平（林家こん平。共有：1966年5月15日 - 1969年3月30日、1972年7月30日 - 2004年9月5日　兩段時期）
- 四代目三遊亭小圓遊（共有：1966年5月15日 - 1969年3月30日、1969年11月9日 - 1980年10月12日　兩段時期）
- 柳家かゑる（1969年4月6日 - 1969年11月2日）
- 三升家勝二（1969年4月6日 - 1970年6月14日）
- 柳家さん吉（1969年4月6日 - 1970年6月14日）
- 三遊亭好生（1969年4月6日 - 1969年11月2日）
- 春風亭栄橋（1969年4月6日 - 1969年11月2日）
- 二代目三遊亭歌奴（1969年11月9日 - 1970年6月14日）
- 四代目三遊亭金馬（1969年11月9日 - 1970年6月14日）
- 柳家小きん（1969年11月9日 - 1972年7月23日）
- 六代目三遊亭圓窓（1970年6月21日 - 1977年8月21日）
- 三笑亭夢之助（1977年8月28日 - 1979年9月2日）
- 七代目桂才賀（1980年11月2日 - 1988年3月27日）
- 二代目林家三平（2016年5月29日 - 2021年12月26日）
- 六代目三遊亭円楽（日语：六代目三遊亭円楽）（1977年8月28日 - 2022年9月30日）
- 林家木久扇（日语：林家木久扇）（1969年11月9日 - 2024年3月31日）

坐墊搬運
- 三升家勝松（1966年5月15日 - 1967年1月22日）
- 毒蝮三太夫（1967年1月29日 - 1969年11月2日）
- 三遊亭笑遊（1969年11月9日 - 1970年6月14日）
- 三笑亭夢八（1969年11月9日 - 1970年6月14日）
- 小野千春（1970年6月21日 - 1971年7月11日）
- 桂米助（1970年6月21日 - 1971年7月11日）
- 松崎真（1971年7月18日 - 1984年9月30日）

## 節目特點

### 經典橋段
- 全員沒收全部坐墊

全員沒收全部坐墊是笑點節目中最著名的無差別終極處分。有別於節目慣例中，作答不得體（包括該位師傅實際在搞事的狀況）的單一全部沒收、以及針對搞事的師傅與鄰座的師傅連帶全部沒收的處分，「全員沒收」最早由桂歌丸首度發動。笑點節目播映50多年來，僅有桂歌丸與春風亭昇太動用過，因而在日本網友群體中，分別被稱為「歌丸大滅絕（歌丸ジェノサイド）」以及「昇太大滅絕（昇太ジェノサイド）」。
- 大月與秩父的家鄉大戰

家鄉大戰指三遊亭小遊三與林家大平的互虧橋段，兩人的故鄉分別是山梨縣大月市以及琦玉縣秩父市，兩人偶爾會在作答中互相吹牛，或是加油添醋的「醜化」彼此家鄉的「落後」程度。曾在一次訪談節目中，由大平指出：曾經想以境內的森林面積率來決定「有多鄉下與落後」，卻不湊巧的發現大月市與秩父市的森林面積都是百分之八十七。
- 木久藏拉麵（木久蔵ラーメン）

由木久扇於1982年所創立的拉麵品牌，並曾經營名為「全國拉麵黨（全国ラーメン党）」的實體拉麵店，全盛時期共有27家分店，然而在2012年後，實體店面終究不敵日漸高漲的經營成本而陸續歇業，代代木旗艦店也在2015年5月歇業，此後便專注於量販版速食拉麵的販售。在笑點節目中的成員互相取笑的橋段中，木久藏拉麵時常被取笑「口味不妙」、「剩下太多」、「食物中毒」、「太多退貨投訴」、「偷換保存期限貼紙」、以及「還得靠徒弟們演出時順便推銷」等。

### 坐墊十枚的獎賞制度
坐墊累積滿十枚獎賞制度，是早在『周五夜席』所規劃的制度、直到笑點開播後才得以實現。獎品基本上在電視台方面籌備完成後才會宣布，而在有師傅累積滿坐墊十枚得獎之前，都是以關鍵字作為標題。
滿十枚的獎品的檔次與質量則沒有固定的標準，其中有非常普通的隨機獎品、令人出乎意料的特殊獎品、也有國內或國外旅遊行程的最豪華獎品，也會在演藝的時段上播出得獎師傅的行程剪影，而行程也可能會加入特別來賓、或無預警地加入其他笑點成員來同行。而旅遊行程也可能會在進行的時候，加入得主師傅意想不到的附加項目。